# Ante Marian Nikolic
Ante Marian Nikolic – kanadyjski biskup starokatolicki.
Duchowny pochodzenia chorwacko-polskiego. Ukończył seminarium duchowne w Zagrzebiu. Był wikariuszem generalnym diecezji kanadyjskiej Polskiego Narodowego Kościoła Katolickiego. Sprawował opiekę nad misją św. Antoniego w Toronto.
Po suspendowaniu przez PNKK założył własny Kościół starokatolicki w Toronto. W 2004 r. został konsekrowany przez António José da Costa Raposo na biskupa Kanadyjskiego Narodowego Kościoła Katolickiego.
Wraz ze swoją wspólnotą Chorwackim Kościołem Katolickim Bożego Ciała należy do Światowej Rady Narodowych Kościołów Katolickich.